# Land- und Stadtgericht Gommern
Das Land- und Stadtgericht Gommern war ein preußisches Land- und Stadtgericht mit Sitz in Gommern.

## Geschichte
Nach den Napoleonischen Kriegen bemühte sich der preußische Staat, die Gerichtsbarkeit der Städte und der Gutsbesitzer in staatliche Hand zu überführen. Von Mitte der 1810er bis Ende der 1820er Jahre wurde das Land- und Stadtgericht, also ein Gericht, welches für Stadt und Landbezirke zuständig war, zur üblichen Organisationsform für Eingangsgerichte in Landstädten in Preußen.
Das so entstandene Land- und Stadtgericht Gommern war ein Gericht 2. Klasse und mit einem Richter und einem Assessor besetzt. Gericht 2. Klasse bedeutete, dass es nur als Einzelrichter entscheiden konnte und keine kollegialen Entscheidungen treffen konnte. Sein Sprengel umfasste 6228 Gerichtseingesessene in den Orten Gommern, Dannigkow, Elbenau, Grünewalde, Güterglück, Karith, Königsborn, Menz, Moritz, Plötzky, Pöthen, Pretzien, Pröddel, Ranies Schora, Töppel, Tryphena, Vehlitz, Wahlitz und Wallwitz. Übergeordnet was das Oberlandesgericht Magdeburg.
Im Sprengel des Land- und Stadtgerichts Gommern bestanden ursprünglich zwei Patrimonialgerichte, das Patrimonialgericht Königsborn (617 Einwohner) mit Königsborn, Wentz Wahlitz sowie das Patrimonialgericht Pöthen (60 Einwohner).
Am 13. November 1835 gelang es dem Staat nach dem Tod von Johann Gottlob Nathusius, eine Vereinbarung mit dessen Erben zu treffen, dass das Patrimonialgericht Königsborn auf das Land- und Stadtgericht Gommern übertragen wurde. Dieses sprach seitdem unter der Formel „königliches Land- und Stadtgericht Loburg als herrlich Nathusiussches Patrimonialgericht“ Recht.
Nach der Märzrevolution wurden in Preußen einheitlich Kreisgerichte als Eingangsgerichte eingerichtet und die Patrimonialgerichtsbarkeit abgeschafft. Damit entstand 1849 in Gommern die Gerichtskommission Gommern des Kreisgerichts Burg im Sprengel des Appellationsgerichtes Magdeburg und das Land- und Stadtgericht Gommern wurde aufgehoben.